# 九州殊口五
波江座56，又名BD-08 929，HD 30076、SAO 131451、HR 1508，是波江座的一颗恒星，视星等为5.9，位于銀經205.72，銀緯-32.12，其B1900.0坐标为赤經4h 39m 17s，赤緯-8° -32.12′ 25″。